# 阿爾派恩 (加利福尼亞州)
阿爾派恩（英語：Alpine）是位於美國加利福尼亞州聖地牙哥縣的一個人口普查指定地區。

## 地理
阿爾派恩的座標為32°50′04″N 116°46′14″W / 32.83444°N 116.77056°W，而該地最高點為海拔高度559米（即1834英尺）。

## 人口
根據2010年美國人口普查的數據，阿爾派恩的面積為69.37平方千米，均為陸地。當地共有人口14236人，而人口密度為每平方千米205人。